# Lucea
Lucea is een kleine stad aan de noordkust van Jamaica, ten westen van Montego Bay. Het is de hoofdstad van de parish Hanover. Lucea zou zijn vernoemd naar Luis, een zoon van Christoffel Columbus.
De plaats heeft een 19e-eeuws gerechtsgebouw, opgetrokken uit hout en steen met een klokkentoren ondersteund door Korinthische zuilen. De haven werd in het verleden bewaakt door Fort Charlotte, een fort waarvandaan nooit een schot is afgevuurd. De in een beschutte baai gelegen haven is in het verleden belangrijk geweest voor het transport van suikerriet. Lucea groeide uit tot een handelscentrum. In de 18e en 19e eeuw bereikten de haven en de stad hun hoogtepunt. Tot in de jaren 60 zijn er nog bananen verscheept, er is zelfs nog een nieuwe pier gebouwd, maar uiteindelijk is de haven in 1983 gesloten.